# Grete Smedal

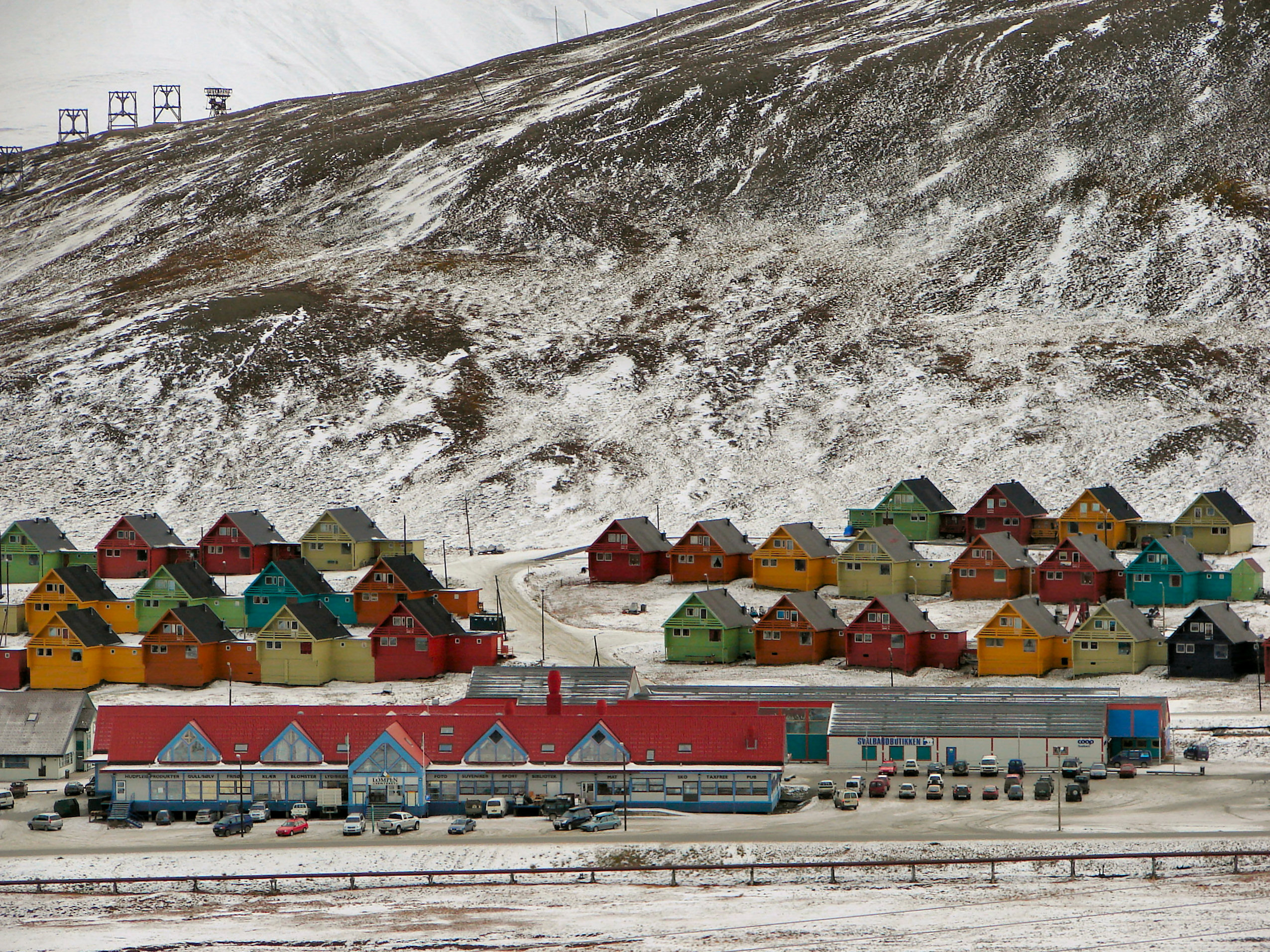
Longyearbyens centrum och "Spisshusen" i Lia. Fotot är från 2006, nio år innan ett tiotal hus i bakre raderna totalförstördes av ett snöskred från berget Sockertoppen i bakgrunden

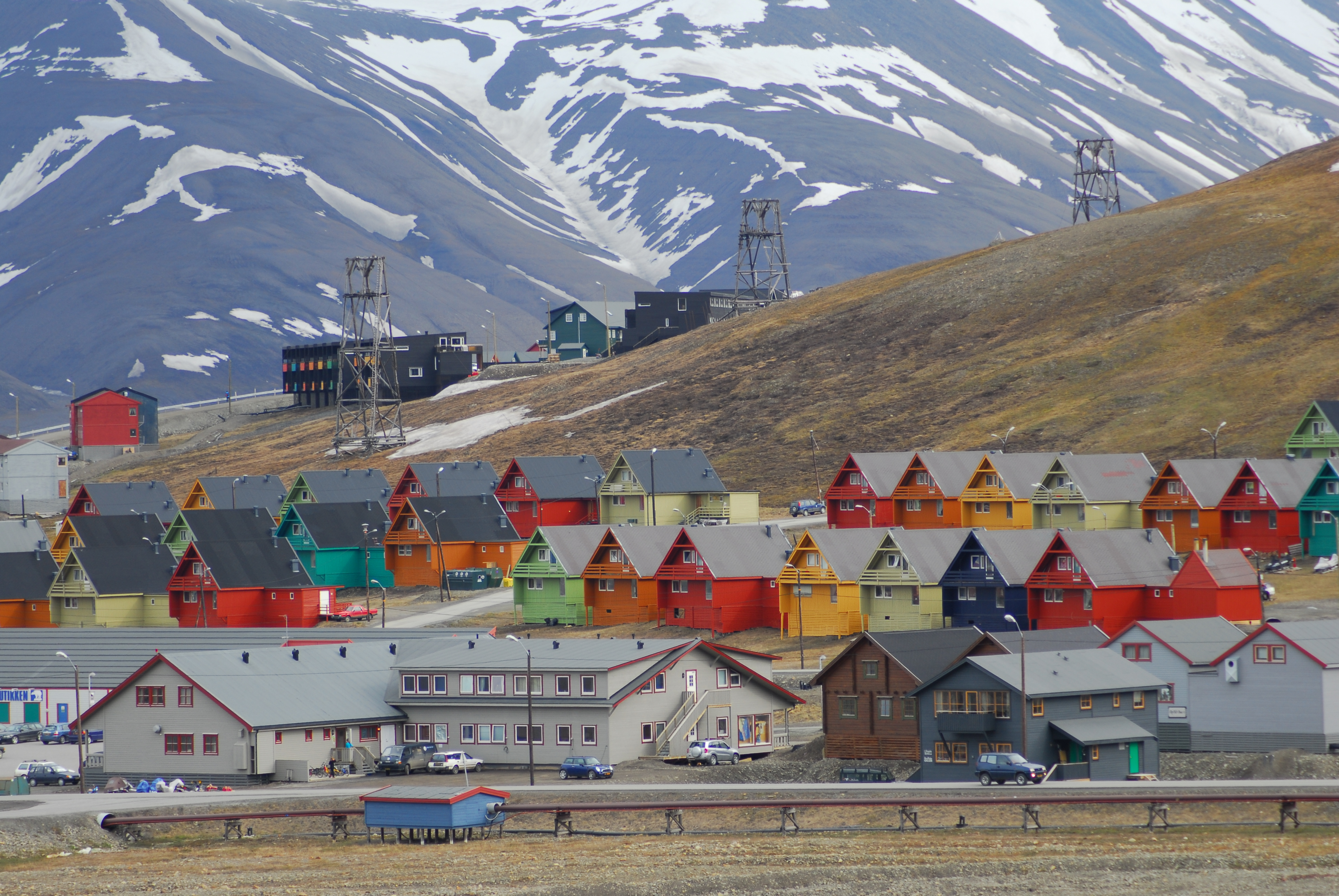
Husen vid Longyearbyens centrum

Grete Smedal, född 1 juli 1937, är en norsk färgkonsult och inredningsarkitekt.

## Biografi
Grete Smedal har sedan 1974 undervisat på Kunsthøgskolen i Bergen, och var 2001–2005 på halvtid professor i färgdesign där. Hon mottog Norsk Forms hederspris 2012 för sitt arbete med färgsättning och med undervisning om sådan.
Grete Snedal fick 1981 genom arkitekten Øivind Maurseth i uppdrag av Store Norske Spitsbergen Kulkompani A/S att utarbeta en färgplan för bebyggelsen i Longyearbyen, som då fortfarande var en "company town". Hon har sedan fortsatt som färgrådgivare för Longyearbyen in på 2010-talet, under en period med omvandling av samhället till ett mer normalt administrerat samhälle, med lokala stadsplaneringsfrågor som ansvar först för ett statligt samhällsföretag och senare för den kommunala myndigheten Longyearbyens lokalstyre. Grete Smedals färgpalett för målning av Longyearbyens byggnader, varav så gott som alla är byggda med träfasader, har blivit karaktärsgivande för staden. De fylliga, ljusa och mättade färgerna på stadens byggnader kontrasterar mot färgerna i det ödsliga, vegetationsfattiga landskapet, som också är snötäckt och mörkt en stor del av året. Den så kallade "longyearfärgpaletten" har anammats lokalt, och i de lokala byggandeföreskrifterna har förts in att en färgkonsult ska anlitas för färgsättningen.  
Hennes färgplan för Longyearbyen gällde för hela staden, och genomförandet startade med de så kallade "spisshusene" i centrumområdet/Lia. Det är några rader sammanbyggda familjebostadshus på en svag bergssluttning, som målades i sju olika färger, men bildade en färgmässig helhet. I Longyearbyen blev senare Gruvedalen, Elvesletta Nord, Elvesletta Syd samt Longyearbyens skola målade enligt färgplanen.  

## Fotogalleri

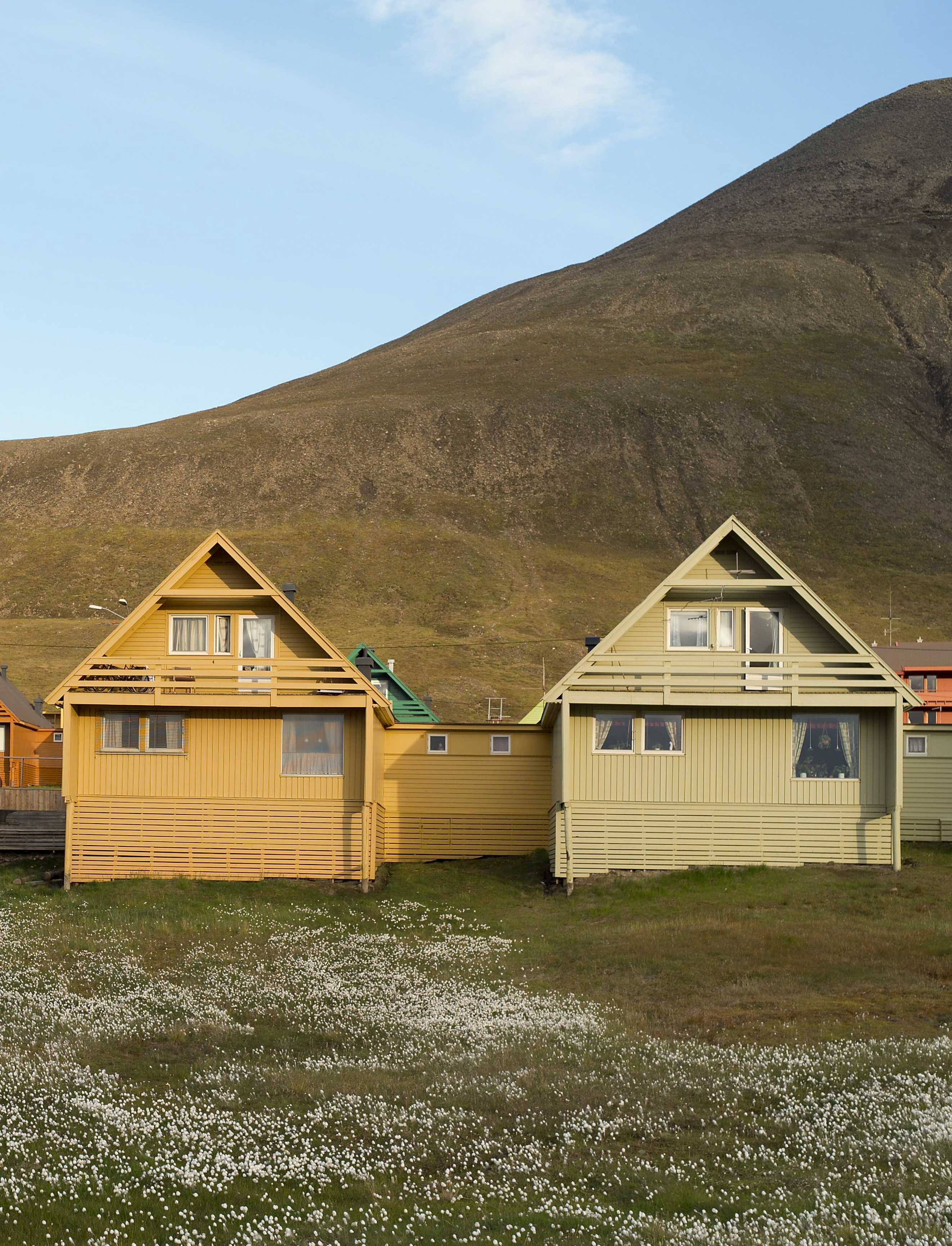
"Spisshusen" i Lia i Longyearbyen, byggda på 1980-talet, med Sockertoppen i bakgrunden
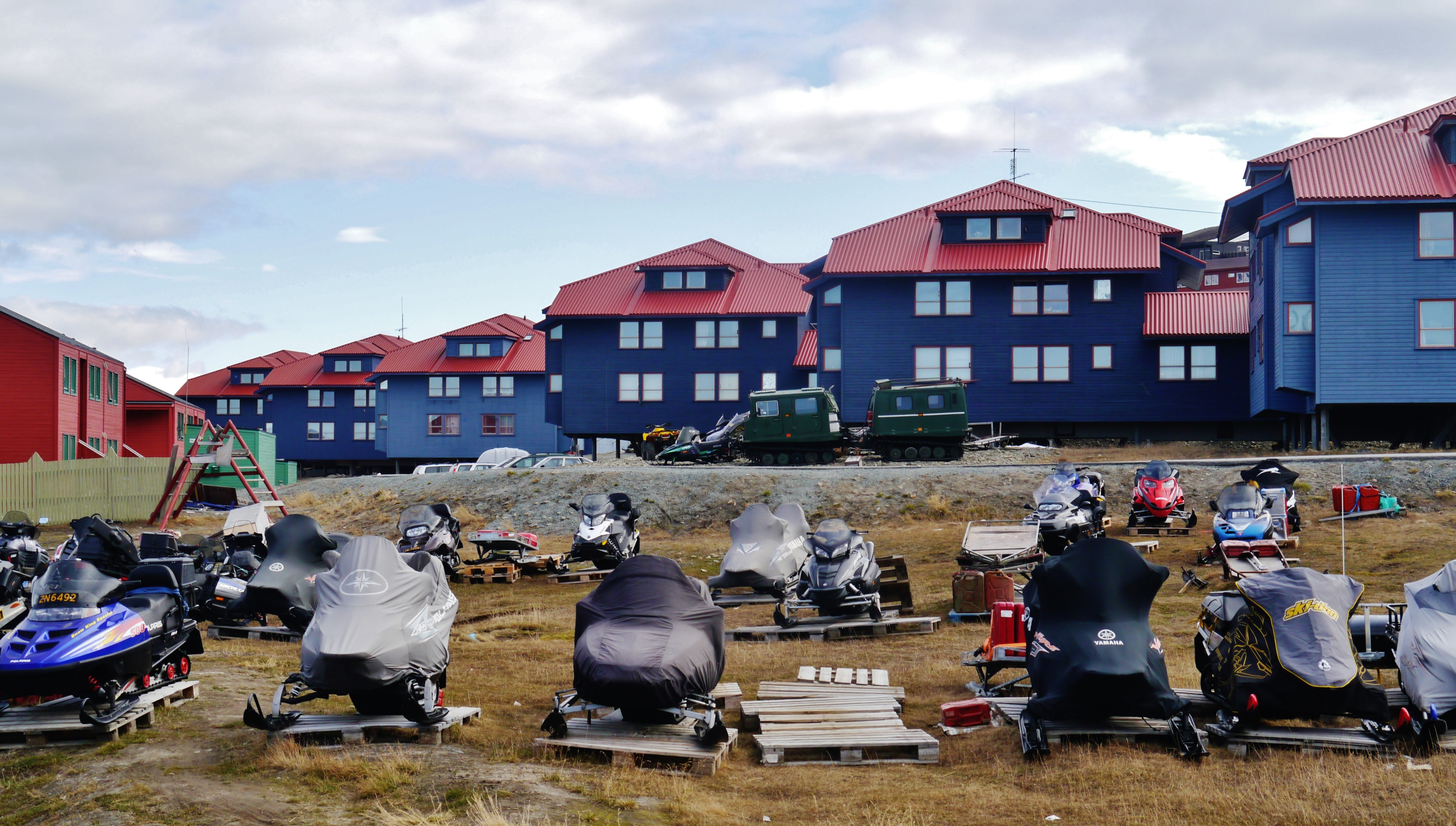
Hyreshusen "Blåmyra" i Longyearbyen
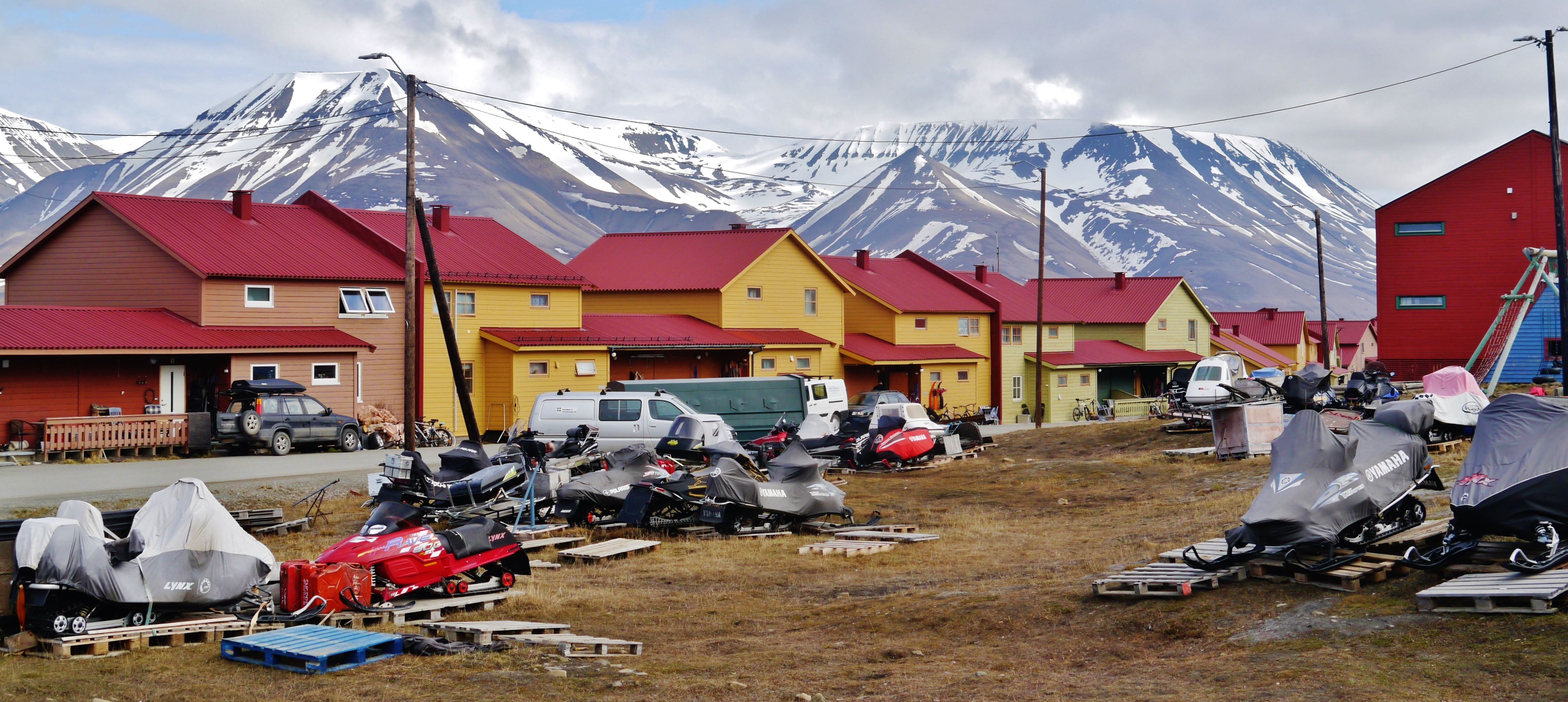
Familjebostäder i Longyearbyen